# Elizeu (futebolista)
Elizeu Araújo de Melo Batista, ou simplesmente Elizeu (Recife, 28 de maio de 1989), é um futebolista brasileiro que atua como volante. Atualmente, defende o Nação.

## Carreira

### Sport
Revelado pelo Sport em 2008, ficou no clube da "Leão da Ilha" até meados de 2009. Teve uma saída conturbada do clube. Elizeu sumiu do clube no dia do jogo contra o Flamengo e possivelmente iria entrar no decorrer da partida. O motivo do sumiço foi que o Sport não havia depositado seus direitos trabalhistas e estava com alguns meses de salário atrasados.
| “ | Estou em São Paulo. Minha família sabe que eu viajei. Eles não me apoiaram, mas eu tenho 20 anos e sei o que eu quero da minha vida. No Sport eu não quero ficar. Faz um ano e dois meses que eu estou lá e meu FGTS não é depositado, tive atraso de dois meses de salário. Às vezes eu não tinha dinheiro para ir treinar, tinha que ir de bicicleta, revelou o jogador. | ” |

### Internacional B
Após passagem conturbada pelo time que o revelou, em dezembro de 2009, é anunciado como novo reforço do time B do Internacional.

### Mirassol
Em 2010, foi emprestado ao Mirassol para a disputa do Campeonato Paulista.

### Botafogo
Em julho de 2010, emprestado pelo Inter, é anunciado como mais novo reforço do Botafogo.
| “ | O Botafogo é um clube com grandes ídolos, como Nilton Santos e Garrincha, e espero também fazer história neste time". O Botafogo conta com grandes jogadores para a posição, como Leandro Guerreiro, Somália e o próprio Marcelo Mattos, que está chegando agora. Mas lutarei pelo meu espaço, sempre respeitando os meus companheiros, completou o volante. | ” |

Na sua estréia no Alvinegro carioca contra o Atléticco-PR, errou um passe feio que culminou no gol de empate do Furacão. Erro que custou caro ao jovem atleta, que atuou apenas nessa partida pelo Botafogo.

### Palmeiras B
Em março de 2011, é contratado pelo Palmeiras para atuar no time B. O atleta assina por um ano.
| “ | Estou chegando primeiro para o Palmeiras B, mas sei da minha qualidade. Vou trabalhar duro, pois o futebol vai aparecer de forma natural. Quero fazer história dentro do Palmeiras - disse o volante. | ” |

### Nacional e Estoril Praia
Após saída do Palmeiras, o volante vai jogar em Portugal e joga por duas equipes, o Nacional e o Estoril Praia.

### Vitória
Em julho de 2013, é anunciado como reforço do Vitória.
| “ | A minha expectativa ao chegar aqui é a melhor possível. Espero agarrar a oportunidade com vontade e mostrar meu valor. Vou mostrar meu trabalho da melhor forma possível, que é dentro de campo. Fiquei feliz em ver a confiança do Vitória no meu trabalho – disse o jogador.. | ” |

### Ponte Preta
Pouco aproveitado no clube baiano, em janeiro de 2014, é anunciado como reforço da Ponte Preta.
Em julho do mesmo ano, é dispensado do clube por não corresponder dentro de campo.

### Comercial
Em janeiro de 2015, é contratado pelo Comercial para disputa do Campeonato Paulista - Série A2.

### Treze
Em novembro de 2015, é anunciado como reforço do Treze para a disputa do Campeonato Paraibano de 2016. Ficou no clube até maio de 2016, quando foi dispensado.

### CSA
Em maio de 2016, é anunciado como o novo volante do CSA. Em sua apresentação, o atleta disse:
| “ | Passei dois anos fora [Portugal], disputei a Primeira Divisão e vários estaduais e para mim vai ser uma experiência nova. Uma experiência que vai difícil porque [na Série D] tá todo mundo querendo uma oportunidade de ir para a Série C – avaliou. | ” |

### Remo
Em dezembro de 2016, é contratado pelo Remo para temporada 2017. Permaneceu no clube até maio de 2017, quando foi dispensado.